# Dynamische Radlastverteilung

Kraftverlauf der dynamischen Radlastverteilung ∆F beim Bremsvorgang.

Unter dynamischer Radlastverteilung versteht man im Allgemeinen die Auswirkung der Trägheitskraft auf die Radlast bei einer Beschleunigung in Längsrichtung eines Radfahrzeugs. Beim Bremsvorgang wird die Radlast vom Hinterrad auf das Vorderrad umverteilt, beim Beschleunigungsvorgang umgekehrt. 
Weitere dynamische Radlastverteilungen erfolgen bei der Kurvenfahrt von zweispurigen Radfahrzeugen aufgrund der Querbeschleunigung. Hier nimmt die Radlast auf der Kurveninnenseite ab, auf der Kurvenaußenseite zu. Auch die Beschleunigung in Richtung der Hochachse, beispielsweise durch Fahrbahnunebenheiten, bewirkt eine dynamische Änderung der Radlast.
Statische Radlastverteilungen ergeben sich durch Luftwiderstand, Beladung, Anhängerlast oder durch Steigung bzw. Gefälle der Fahrbahn.
Sobald ein Rad vollständig entlastet ist, hebt es bei weiterer Radlastverlagerung von der Fahrbahn ab.

## Einspurige Fahrzeuge
Beim Bremsvorgang wird das Hinterrad entlastet, während das Vorderrad im gleichen Maße belastet wird. Die Nachgiebigkeit der Federung führt dazu, dass sich das Fahrzeug vorn absenkt. Bremsen am Vorderrad führt im Extremfall zum Stoppie, bei dem das Zweirad ausschließlich auf dem Vorderrad fährt.
Der umgekehrte Effekt tritt ein, wenn stark beschleunigt wird: das Vorderrad wird entlastet und das Hinterrad belastet, was bei Motorrädern mit kleinem Abstand der Radachsen und hohem Schwerpunkt bis zum Wheelie führen kann, bei dem das Kraftrad nur auf dem Hinterrad fährt.
Beide Extreme enden im ungünstigsten Fall im Überschlag des Fahrzeugs.

## Mehrspurige Fahrzeuge
Auch beim Automobil steigen beim Bremsen die Radlasten vorne und beim Beschleunigen hinten. Auf Grund dieser Tatsache drehen bei einem Fahrzeug mit Vorderradantrieb die Antriebsräder beim Beschleunigen schneller durch als bei einem Fahrzeug mit Hinterradantrieb, dessen Antriebsräder durch die dynamische Radlastverteilung stärker auf den Boden gedrückt werden.
Im Rennsport wird vor Kurven einerseits gebremst, um die Geschwindigkeit zu reduzieren, andererseits aber auch, um die lenkenden Vorderräder stärker auf den Asphalt zu pressen und so eine stärkere Seitenführungskraft beim Einlenken in die Kurve zu erzielen. Die Grenzen dieser Fahrtechnik ergeben sich dabei allerdings durch den mit Hilfe des Kammschen Kreises zu berechnenden Traktionsverlust.
Bei Nutzfahrzeugen mit den Antriebsformeln 6x4 und 6x6 kann es im vollbeladenen Zustand aufgrund des relativ geringen Achslastanteils der Vorderachse bei Knallstarts zu einem kurzzeitigen Abheben der Vorderräder kommen. Überschläge wegen der dynamischen Radlastverteilung sind bei Automobilen nur von Dragstern bekannt.